# Skånland
Skånland é uma comuna da Noruega, com 494 km² de área e 3 005 habitantes (censo de 2004).